# Mitrailleuse Darne
Pour les articles homonymes, voir Darne.
La mitrailleuse Darne est une mitrailleuse produite de 1922 à 1939 en France et adaptée à plusieurs calibres de 6 à 8 mm.

## Historique
Un total de 11 000 mitrailleuses ont été vendues, dont 6 000 en France, 2 500 en Serbie, 1 200 en Espagne, 1 000 en Italie ainsi qu'au Brésil, à la Lituanie et la Tchécoslovaquie.

### Caractéristiques
La mitrailleuse Darne Modèle 1933 est une arme à feu automatique pour avion, actionnée par emprunt de gaz, refroidie par air et dont la cadence de tir varie de 900 à 1 200 coups par minute selon le rodage du mécanisme. L'alimentation des mitrailleuses d'aile et de capot est réalisée par une bande métallique à mayons détachables disposée dans une boîte et contenant jusqu'à 1 500 cartouches. Le modèle sur affût rotatif est alimenté par un chargeur circulaire de 200 cartouches.
Cette arme présente une grande simplicité de construction, de production et un faible coût de 700 francs français. 

### Versions

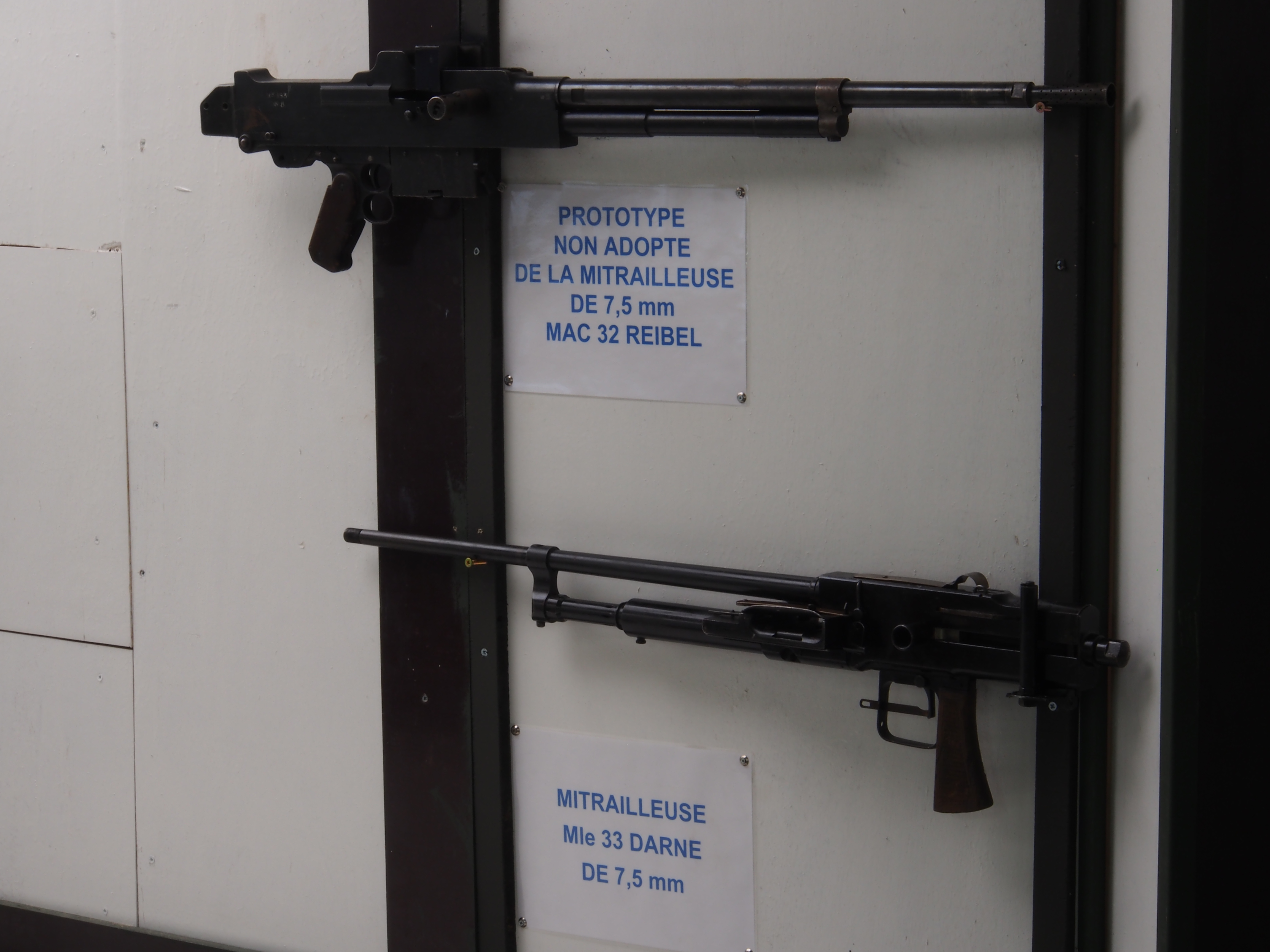
Un prototype de MAC 32 et une mitrailleuse Darne Mle 33.

### Les débuts[2],[3],[4]
L'entreprise Darne, productrice de fusils de chasse à Saint-Étienne, réalise à partir de 1915 la fabrication de 3 266 Lewis 7,7 mm. Cette arme d'un poids de 12,6 kg présentait une cadence de tir d'environ 500 coups par minute.
Les services d'armement français passent en août 1918 une commande massive de fusils mitrailleurs et de mitrailleuses d'aviation à Darne, en vue des combats de l'année 1919. L'armistice provoque l'annulation de ce marché, mais le développement des prototypes est poursuivi avec l'aide des ingénieurs d'État.
Une mitrailleuse est conçue par les établissements Darne à partir de cette expérience, le Modèle 1919 de calibre 7,7 mm. Cette arme automatique est produite en faible quantité pour l'aviation française.
Le fusil-mitrailleur Darne Modèle 1923 échoue face à la MAC 24/29, calibrée en 7,5 × 54 mm 1929C et adoptée par l'armée française.

### La Darne Modèle 1933
La société Darne pourvoit à partir de 1934 au remplacement des mitrailleuses de l'Armée de l'air et de l'aviation navale françaises. Sa mitrailleuse pour avion est adaptée à la munition de 7,5 mm 1929C, mais connaît des problèmes d'enrayage, par manque de mise au point. La standardisation de la MAC 1934, produite par une manufacture d'État, est alors en cours et décide du sort du Modèle 1933, relégué en seconde ligne dans l'Armée de l'air. L'aviation navale l'utilise cependant sans problèmes particuliers, de même que l'armée allemande sous le nom de MG 106(f).
La Darne Modèle 1933 présente dès sa mise en service une alimentation par bande souple, dont la mitrailleuse MAC 1934 d'un coût supérieur, ne dispose qu'en 1939.

### Hors de France
Les mitrailleuses Darne font l'objet de commandes en milliers d'unités dans différents pays étrangers.
Une partie des pièces de l'arme est produite en Espagne à la fin des années 1930, pour des raisons de coût.
La Darne de calibre 7,7 mm est proposée au concours de remplacement de la mitrailleuse Lewis, organisée par la R.A.F. en 1935. Elle est classée seconde parmi une dizaine d'armes, favorite de l'équipe technique, mais la Vickers K dérivée du FM Vickers–Berthier lui est préférée.

## Utilisateurs
- Reich allemand - capturé
- Brésil
- Royaume d'Espagne
- France
- Royaume d'Italie
- République de Lituanie
- Royaume de Serbie
- Tchécoslovaquie

## Modèles d'avions
- Bloch MB.200
- Breguet Bre 521 Bizerte
- Dewoitine D.37
- Dewoitine D.500
- Dewoitine D.501
- Latécoère 290
- Latécoère 298
- Latécoère 523
- Loire 130
- Potez 25
- Potez 452
- Potez 540
- Loire-Nieuport LN 401[6]

### Photographies
- Photobucket -
- Photobucket -

### Descriptif technique
- Notice technique de la Mitrailleuse "DARNE" (Le bloc-note de  l'aerophile, Jacques Moulin, 20 octobre 2011, 60) -
- Notice technique de la Mitrailleuse "DARNE" (suite) (Le bloc-note de  l'aerophile, Jacques Moulin, 20 octobre 2011, 59) -
- Notice de la mitrailleuse légère Darne Modèle 1923, Ministère de la guerre, 1923 (PDF). Forgotten Weapons.com Darne Mle 1923 Manual -